# Machimus aberrans
Machimus aberrans là một loài ruồi trong họ Asilidae. Machimus aberrans được Schiner miêu tả năm 1868.